# Bernardos (kommunhuvudort)
Bernardos är en kommunhuvudort i Spanien.   Den ligger i provinsen Provincia de Segovia och regionen Kastilien och Leon, i den centrala delen av landet, 100 km nordväst om huvudstaden Madrid. Bernardos ligger 905 meter över havet och antalet invånare är 658.
Terrängen runt Bernardos är huvudsakligen platt. Bernardos ligger uppe på en höjd. Runt Bernardos är det mycket glesbefolkat, med 6 invånare per kvadratkilometer. Närmaste större samhälle är Carbonero el Mayor, 7,2 km öster om Bernardos. Trakten runt Bernardos består till största delen av jordbruksmark.